# گئورگ (فیلم)
گئورگ (انگلیسی: Georg) یک فیلم زندگی‌نامه‌ای درام دربارهٔ گئورگ اوتس خواننده استونیایی به کارگردانی پتر سیم است. در سال ۲۰۰۷ میلادی این فیلم در مجموع ۴۹۴۲۳ بیننده در سینماهای استونی داشته‌است.

## بازیگران
- مارکو ماتوره در نقش گئورگ اوتس
- آناستاسیا ماکیوا در نقش Asta Ots
- رنارس کائوپرس در نقش Caesar
- اله کول در نقش Lydia Ots
- Tõnu Kark در نقش Karl Ots
- میرتل پوهلا در نقش Margot
- Karin Touart در نقش Ilona
- Rein Oja در نقش Richard
- Aleksander Okunev در نقش Nikolaev
- Sergey Fetissov در نقش نیکیتا خروشچف
- Bert Raudsepp در نقش painter
- Indrek Taalmaa در نقش Taleš
- هله کوروه در نقش Asta Ots (voice)
- Andero Ermel در نقش Caesar (voice)